# لوسینتا لونا
لوسینتا لونا (به انگلیسی: Lucinta Luna) با نام تولد محمد فتاح (به انگلیسی: Muhammad Fatah)(زاده ۱۹ ژوئن ۱۹۸۹) بازیگر، مدل و خواننده اهل اندونزی است. همچنین وی یک زن ترنس است.